# Chirikayen
Chirikayen (también escrito Chirikayen-tepui o Tepuy Chirikayen, que en español quiere decir «Lugar de los Pericos» y llamado alternativamente el Gigante acostado) es el nombre que recibe un Tepuy o meseta abrupta que pertenece al país suramericano de Venezuela, recibe esa denominación por una aldea indígena local cercana llamada Chirikayen que a su vez fue llamada así por los pericos que se encuentran en los alrededores del tepuy llamados Chirikas. Alcanza los 1650 metros sobre el nivel del mar, y se encuentra en la Gran Sabana siendo parte del Parque nacional Canaima, el más grande de Venezuela.
Administrativamente es parte del Municipio Gran Sabana del Estado Bolívar.